# Jørgen Ottesen Brahe
Jørgen Ottesen Brahe (19. februar 1554 på Knudstrup – 4. februar 1601 på Tostrup) til Tostrup og Gundestrup, skånsk adelsmand.
Han var søn af Otte Thygesen Brahe til Knudstrup (død 1571) og Beate Clausdatter Bille og bror til Tycho Brahe. 
Han var fra 1577 et par år hofjunker ved det danske hof og deltog derefter i kort tid i krigen i Nederlandene.
Han var 1588-91 lensmand på Landskrone og 1590-98 på Varberg, men fik herefter mod sædvane kun små forleninger, nemlig Rødinge (1592) og Rørum (1595), to pantelen, der imidlertid indløstes 1598, men af hvilke det første da blev overladt ham uden afgift. Begge disse len lå i Skåne, og da hans besiddelser, Tostrup, som han arvede efter sin far, og Gundestrup (Kulla-Gunnarstorp), som han giftede sig til, også lå i denne landsdel, har han formentlig af den grund foretrukket dem frem for en større forlening andetsteds. 
Jørgen Brahe lod i 1598 den anselige Tostrup Kirke opføre. Tårnet på selve Gundestrup skal hans bror Thyge angiveligt have fået bygget.
En gård, som han ejede i Helsingør, afstod han i 1582 til kronen.
Få uger efter hans død i 1601 døde også hans hustru Ingeborg Nielsdatter Parsberg, som han var blevet gift med 4. september 1580. De blev begravet samme dag i Allerum Kirke ved Gundestrup. Deres eneste overlevende barn, sønnen Tønne Brahe, faldt 1611 i Kalmarkrigen, 20 år gammel.